# Neuve-Église
Neuve-Église é uma comuna francesa na região administrativa de Grande Leste, no departamento Baixo Reno. Estende-se por uma área de 5,48 km². Em 2010 a comuna tinha 636 habitantes (densidade: 116,1 hab./km²).